# 徐元夢
徐元夢（穆麟德轉寫：sioi yuwan meng；1655年—1741年），舒穆祿氏，字善長，號蝶園，滿洲正黃旗人。清朝学者、政治人物，进士出身。諡文定。

## 生平
康熙十二年（1673年）進士，選庶吉士，散館改戶部主事。康熙二十二年，遷中允，充日講起居注官。以講學負聲譽，大學士明珠欲網羅之，其遷詞曹直講筵，明珠嘗薦於皇上。徐元夢以明珠方擅政，亦不附明珠。後因德格勒私抹起居注案，夺官逮下狱，幾處絞刑，後皇帝饒其不死，被鞭打一百。康熙三十二年，供職上書房，教諸皇子讀書。康熙四十一年，充顺天乡试考官。康熙五十三年，授浙江巡抚，臨行前赐御制诗文集及鞍马，康熙五十四年，上疏：“杭州、绍兴等七府旱潦成灾，已蒙蠲赈，并截漕平粜。未完额赋，尚有十三万馀两，请秋成后徵半，馀俟来岁。”皇帝批准。康熙六十年，上赐以诗，曰：“徐元梦乃同学旧翰林，康熙十六年以前进士祗此一人。”
雍正元年，署大学士，充《明史》总裁。高宗即位，命直南书房，充《世宗实录》副总裁。乾隆六年秋，有疾，十一月，疾剧。乾隆命皇长子视疾。又遣大使來問候，徐元夢伏枕流涕曰：“臣受恩重，心所欲言，口不能盡！”大使出去後，呼曾孫取《論語》檢視良久。翌日遂卒。赠太傅，赐祭葬，谥文定。

## 延伸阅读
[在维基数据编辑]
 《清史稿·卷289》，出自趙爾巽《清史稿》